# Distretto di Békéscsaba
Il distretto di Békéscsaba (in ungherese Békéscsabai járás) è un distretto dell'Ungheria, situato nella provincia di Békés.